# Dan Savage
Daniel Keenan Savage, dit Dan Savage, né le 7 octobre 1964 à Chicago, est un journaliste, polémiste, rédacteur et activiste LGBT américain. 
Il est connu pour sa chronique Savage Love qui traite de sexualité avec humour, et pour ses vues opposées au conservatisme social.

## Biographie
En 1991, il commence à écrire sa rubrique hebdomadaire Savage Love pour le journal The Stranger, dans laquelle il répond aux courriers des lecteurs en leur donnant des conseils relationnels et sexuels. 
Sa franchise et son ton décalé feront de cette rubrique un succès, elle sera publiée dans une cinquantaine de journaux. 
Il publie en 1999 un livre autobiographique intitulé The Kid traduit en français en 2012 (The Kid: Une histoire d'adoption) sur le récit de l'adoption de son fils avec son mari Terry Miller et sur les problématiques diverses de l'adoption homoparentale.
En 2002, il soutient la guerre d'Irak.
En 2010, après le suicide d'un adolescent maltraité pour son homosexualité, il lance le projet It Gets Better, une chaîne de témoignages vidéos en ligne à l'attention de jeunes homosexuels victimes de harcèlement et d'homophobie.
En 2016-2017, il coproduit la série télévisée The Real O'Neals sur la chaîne ABC, qui s'inspire de ses souvenirs de jeunesse. Il coécrit le scénario du film Spoiler Alert qui sort en 2022.

## Militantisme

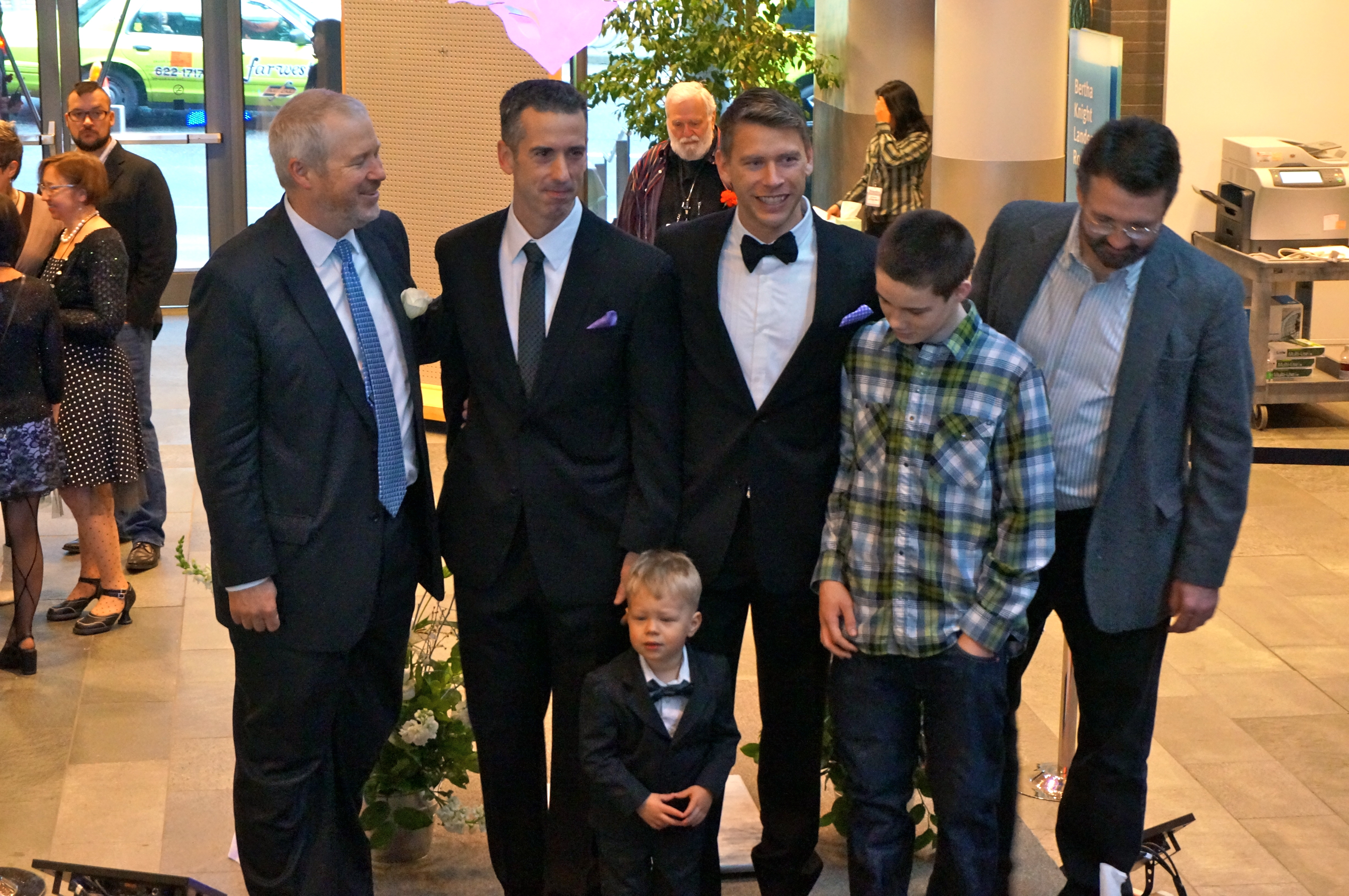
Le mariage de Dan Savage avec Terry Miller' au Seattle City Hall par le Maire Mike McGinn en 2012.

Il attaque le sénateur Rick Santorum après que celui-ci a déclaré en 2003 que les relations homosexuelles ne devaient pas être protégées au titre de la vie privée, les comparant à la bestialité et à l'inceste. 
Il s'oppose à la législation américaine qui interdit les jouets sexuels.

## Œuvres
- Savage Love: Straight Answers from America's Most Popular Sex Columnist, 1998  (ISBN 0-452-27815-5)
- The Kid, 1999  (ISBN 0-525-94525-3)
- Skipping Towards Gomorrah: The Seven Deadly Sins and the Pursuit of Happiness in America, 2002  (ISBN 0-452-28416-3) - Prix Lambda Literary
- The Commitment: Love, Sex, Marriage, and My Family, 2005  (ISBN 0-525-94907-0)